# المخصص
المخصص كتاب ضخم لابن سِيْدَه المُرسيّ. من كنوز المعارف العربية، مرتب على المعاني. أفرغ فيه ابن سيده مواد معجمه المسمى: (المحكم). ليس في مكتبات العالم منه سوى نسخة فريدة، هي النسخة المغربية العتيقة، التي كانت بالكتبخانة الأميرية المصرية، واعتمدها الشنقيطي في طبعته. (المطبعة الأميرية بمصر 1901م في خمسة مجلدات). وقال في تقريظه للكتاب: (أحسن ديوان من دواوين اللغة العربية، وأحق كتاب بأن يرحل في طلبه من أراد السبق في الفضل. وكفى مؤلفه هذا الصنيع الجميل الذي لم يسمح الدهر ولا يسمح له بمثيل... إذ جمع فيه ما تكلمت به العرب في كل جليل ودقيق... حتى إذا فرغ من ذلك أفاض في أبواب العربية، من نحو وصرف وغيرهما...). ونوه صاحب الأعلام الشرقية بجهود محمد بك النجاري، رئيس محكمة مصر (ت 1914م) بجمع أجزاء مخطوطة الكتاب من مكتبات العالم. قال: (وله الفضل الأكبر في جمع أجزاء المخصص المتفرقة في مكاتب العالم، ثم في ترتيب هذا الكتاب وتنسيقه وطبعه ونشره).

## أبواب الكتاب
- أولها: باب خلق الإنسان. أتى فيه بكل ما يتعلق بالإنسان من مفردات اللغة في بدوه وحضارته، ويقع في زهاء (300) صفحة من الحجم الكبير.
- ويليه كتاب نعوت النساء، في (46) صفحة.
- فكتاب اللباس بشتى أنواعه وأدواته.
- ثم باب الطعام، وفيه الكثير من أطعمة العرب، في باب: ما يعالج من الطعام ويخلط، وما بعده.
- ثم باب الأمراض، حسب أعضاء الجسم،
- ثم النوم والنكاح،
- ثم أسماء الديار، وما يتعلق بالبناء والهندسة،
- ثم أبواب شتى في السلاح، فالقتال،
- والحيوان بشتى أنواعه،
- والأنواء والسماء وما فيها، والأيام والليالي، والرياح والسحاب، والمطر والماء وأدواته، والأرض والجبال والوديان، والنبات.
- ثم عقد أبواباً للمعاني والمعاملات، جعلها مدخلاً لأبواب اللغة بجميع فصولها،
- وختم الكتاب ببحث في اشتقاق أسماء الله الحسنى.

ويلاحظ إلى كثرة نقوله عن أبي علي الفارسي، ومنها (121) نقلاً في الجزء الأول.